# Lajos Csőgör
Dr. Lajos Csőgör (n. 18 martie 1904, Sărmașu – d. 8 iulie 2003, Budapesta) a fost un medic dentist recunoscut în mod special pentru cărțile sale de specialitate, întemeietorul și primul rector al Universității de Medicină și Farmacie din Târgu Mureș, deținătorul titlului doctor honoris causa al Universității din Szeged și soțul psihologului Erzsébet Csőgör.

## Biografie
Csőgör a făcut studiile liceale în Colegiul Reformat din Aiud, apoi a urmat cursurile universitățiilor din Szeged și Cluj. În 1935 a devenit stomatolog în orașul Aiud, unde a condus cabinetul școlar. Din 1940 a devenit profesor de lucrări practice, iar 1944 a lucrat ca profesor la Facultatea de Medicină Dentară din Cluj. A făcut parte dintre profesorii care au întemeiat Institutul de Medicină și Farmacie din Târgu Mureș, semn pentru care a ocupat postul de rector de două ori între anii 1948-1949 și 1963-1967. Lajos Csőgör a fost deputat în Marea Adunare Națională în sesiunea 1952 -1957.

## Întemeiarea Institutului de Medicină și Farmacie
În 1948, după reforma învățământului, a fost înființat Institutul Medico-Farmaceutic (în maghiară Orvosi és Gyógyszerészeti Intézet), un institut de sine stătător cu limba de predare maghiară, cu următoarele facultăți: medicină generală, pediatrie, igienă, stomatologie și farmacie. Primul rector al institului a fost Dr. Lajos Csőgör. În 1953 institutul a înființat grădina botanică, ca bază de învățământ pentru Facultatea de Farmacie. Între 1951-1958 a avut trei facultăți: medicină generală, pediatrie și farmacie. În anul 1958-1959 facultatea de pediatrie s-a transformat în secție, iar începând din anul 1960-1961 a funcționat din nou secția de stomatologie, care a fost transformată în facultate în anul universitar 1965-1966.
Secția de stomatologie în cadrul Institutului de Medicină - Farmaceutic a fost înființată în anul 1960, când au fost mutați studenții dentari maghiari din Cluj la Târgu Mureș. Cel mai deseamă reprezentat a secției, care a condus construirea structurii chiar de la începuturi a fost Lajos Csőgör. Începând cu anul universitar 1965 - 1966 secția de stomatologie a institutului a fost transformată în facultate, funcționând ca atare și astăzi. Facultatea de farmacie și-a încetat activitatea între 1986-1990.

## Decorații
- titlul de „Medic Emerit al Republicii Populare Romîne” (31 decembrie 1962) „pentru merite excepționale și realizări deosebite in domeniul ocrotirii sănătății oamenilor muncii”[5]
- titlul de Erou al Muncii Socialiste și medalia de aur „Secera și ciocanul” (4 mai 1971) „cu prilejul aniversării a 50 de ani de la constituirea Partidului Comunist Român, [...] pentru activitate îndelungată în mișcarea muncitorească și merite deosebite în opera de construire a socialismului în patria noastră”[6]
- Ordinul „23 August” clasa I (21 august 1979) „pentru contribuția deosebită adusă la înfăptuirea politicii Partidului Comunist Român de făurire a societății socialiste multilateral dezvoltate în patria noastră, cu prilejul celei de-a 35-a aniversări a revoluției de eliberare socială și națională, antifascistă și antiimperialistă”[7]